# Az Egyesült Államok haderejének kitüntetéseihez használt kisdíszítések
Az Egyesült Államok haderejének kitüntetéseihez használt kisdíszítések olyan apróbb jelzések, amelyek egy kitüntetést további tartalommal látnak el. A kisdíszítések utalhatnak az azonos kitüntetések számára, a kitüntetett különleges bátorságára, egy adott hadműveletben való részvételre, illetve egy adott földrajzi területen eltöltött szolgálatra.

## A
Az „A” kisdíszítés az American Defense Service Medalon és az Air Force Overseas Service Ribbonon szerepelhet. A kisdíszítés egy bronzszínű A betű, amely egyszerre szerepel az érmén és a szalagsávon. A második világháború alatt „Atlantic Device” illetve „Axis Device” néven szerepelt, először az American Defense Service Medalon. Minden haditengerész jogosult volt a kitüntetésre, aki 1941. június 22. (Barbarossa-hadművelet) és 1941. december 7. (Pearl Harbor) között fegyveres összecsapásban vett részt a Kriegsmarine ellen. Ebben az időszakban az Egyesült Államok még nem állt hadban a náci Németországgal, ám aktívan segítette Nagy-Britanniát háborús konvojokkal és német tengeralattjárók üldözésével.
A második világháború után az „A” kisdíszítés elavult, és egészen 2002-ig nem is került elő. Ekkor az amerikai légierő bejelentette, hogy a kisdíszítést minden Air Force Overseas Service Ribbont megkapott katona használhatja, aki az északi sarkkör felett teljesített szolgálatot. 2008 márciusában csupán egyetlenegy ilyen amerikai légitámaszpont létezett, a grönlandi Thule. Az kisdíszítés új neve „Arctic Device” lett.

## Airlift
Az Airlift kisdíszítés az Army of Occupation Medal és a Navy Occupation Medal kiegészítése. Azok kapják, akik 1948-49-ben közvetlenül támogatták a berlini légihíd működését legalább 90 napon át. A kisdíszítés egy aranyszínű C–54 Skymaster csapatszállító repülőgép, amelyet a szalagsáv közepére tűznek. A teljes érmés kitüntetés viselésekor a kisdíszítést a hadjárat díszítések alá tűzik ki. Az Airlift kisdíszítésre jogosultak a berlini légihídban való részvétel hosszától függően a Medal for Humane Action kitüntetésre is jogosultak lehetnek.

## Arany keret
Arany kerettel jeleznek egyes különleges szalagsávokat. Ez felhívhatja a figyelmet a szalagsáv különleges minőségére illetve a megszerzéséhez szükséges alapfeltételek több kiemelkedő teljesítésére. Egyes kitüntetésekhez automatikusan jár az arany keret, más esetekben a jutalmazás szintjét jelöli. Az Air Force Expeditionary Ribbont például akkor adják arany kerettel, ha egy kijelölt harci zónában végzett a díjazott katonai szolgálatot.
Arany kerettel csak bizonyos szalagsávokat díszítenek, érméket pedig soha sem:
- Presidential Unit Citation (Army & Air Force)
- Joint Meritorious Unit Award
- Valorous Unit Award (Army)
- Meritorious Unit Commendation (Army)
- Superior Unit Award (Army)
- Air Force Expeditionary Service Ribbon (Air Force) (arany keret nélkül is adható)
- Secretary of Transportation Outstanding Unit Award (USCG; manapság elavult)

## Battle E
A Battle E kisdíszítést a haditengerészet adja azoknak, akik már kaptak egy hatékonysági Navy „E” Ribbont, és megnyerték a csatahatékonysági díjat, a Battle Efficiency Award-ot. A Battle E kisdíszítés célja megmutatni, hogy egy tengerész hány „E” hatékonysági („Efficiency”) díjat nyert el. Az első Navy „E” szalagsávhoz automatikusan jár az első Battle E kisdíszítés. A második és a harmadik Battle E a szalagsávon kap helyet. A negyedik Navy „E” szalagsáv elnyerésekor a három kisdíszt lecserélik egy koszorús bronz E betűre. A haditengerészet szabályzata szerint négynél több Navy E szalag megszerzését nem lehet több szalagsáv viselésével mutatni, így bár vannak olyan tengerészek, akiknek már két tucat szalagsáv járna, egyenruhájukon mégis csak legfeljebb négy elnyerését tudják bemutatni.

## Bevetési és légicsapási szám

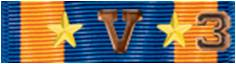
Az Air Medal szalagsávja 2 díjcsillaggal, egy „V” bátorsági kisdíszítéssel és 3-as bevetési/légicsapási számmal

A bevetési és légicsapási számot a haditengerészet és a tengerészgyalogság tűzi fel az Air Medalra, hogy így jelezze a kitüntetéssel kapcsolatos bevetések illetve légicsapások számát. Ez a szám egy 5/16-od col méretű arab szám.

## Céllövészet
A haditengerészetnél és a parti őrségnél a Marksmanship Ribbon mellé jár ez a céllövészetet jelölő kisdíszítés. A díszítés kétféle lehet: a mesterlövész-szintet jelölő bronz „S” (sharpshooter) és a kiváló céllövészetet jelölő ezüst „E” (expert). Ez utóbbi nem tévesztendő össze a Battle E hatékonysági díszítésével.

## Csomók
Az amerikai hadsereg 1941-ben vezette be a jó viselkedést jutalmazó Army Good Conduct Medalra a csomókat. Az úgynevezett Good Conduct Loop-okat az érmére és a szalagsávra is kitűzik. A második érme átadása helyett az érmére egy két csomóval átkötött bronz kapocs kerül - a harmadiknál három csomó, és így tovább. Hat csomónál a kapcsot ezüstre cserélik, tizenegy csomónál pedig aranyra. Egy két csomós ezüst kapocs tehát a kitüntetés hetedik odaítélését jelenti.
Egyedül a hadsereg használ jó viselkedési csomókat. A haditengerészet, a parti őrség és a tengerészgyalogság további jó viselkedési kitüntetésekre szolgálati csillagokat helyez el.

## Díjcsillag
Díjcsillagot egy adott kitüntetés második és további átadásai helyett használnak. Díjcsillagot főleg a haditengerészet, a tengerészgyalogság és a parti őrség egyenruhás tagjai kapnak. A díjcsillag sokban hasonlít a tölgyfalevélhez, amelyet a légierő és a hadsereg használ szintén ebből a célból.
Egy díjcsillag lehet arany vagy ezüst (ez utóbbit nem célszerű összetéveszteni a Silver Star kitüntetéssel). Amerikai katonai hagyományok szerint az ezüst csillag ér többet. Ha tehát egy katona három teljesítmény érmét kap, akkor a személyi aktájában egy érme és két arany csillag fog szerepelni.
Ezüst díjcsillagot öt arany csillag helyett adnak - tehát egy érme hatodik, tizenegyedik, tizenhatodik és huszonegyedik megítélésénél kap valaki egy új ezüst csillagot. Az ezüst csillagnál nincsen magasabb rangú csillag, tehát öt ezüst csillagot nem lehet másra „becserélni”.
Díjcsillagot csak harci vagy viselkedési kitüntetésnél adnak. Szolgálati kitüntetéshez szolgálati csillag jár.

## Homokóra
Homokórát a tartalékosoknak adott Armed Forces Reserve Medalra szoktak tenni. A homokórát a tartalékban vagy a Nemzetőrségnél eltöltött évek alapján ítélik meg. A kisdíszítés három fokozatból áll: bronz, ezüst és arany. A bronzfokozat tíz év szolgálat után jár, az ezüst húsz év után, az arany pedig harminc év után. Negyven év szolgálatnál az arany homokóra mellé egy bronz homokórát kell kitenni - de ez az egyetlen eset, hogy két homokóra szerepelhet egyetlen kitüntetésen.

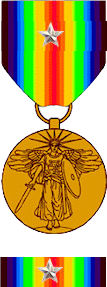
Megemlítési csillag az első világháborús győzelmi érmen

## Megemlítési csillag
A Megemlítési csillagot (Citation Star) az Amerikai Egyesült Államok Kongresszusa hozta létre 1918. július 9-én abból a célból, hogy az első világháborús győzelmi érmére tűzve jelölje azokat, akiket kiemelkedő hősiességükért vagy bátorságukért említettek meg. A díszítést az amerikai polgárháborúig visszamenően minden szolgálati éremre kiterjesztették. A hadsereg 1926-os szabályzata szerint senki nem kaphatott egynél több Medal of Honort, Distinguished Service Crosst vagy Distinguished Service Medalt. Minden olyan cselekedetért, amelyért még egy azonos kitüntetés járt volna, egy 3/16 col átmérőjű ezüst csillagot lehetett hordani az alábbi kitüntetések egyikén:
- World War I Victory Medal
- Civil War Campaign Medal
- Indian Campaign Medal
- Spanish Campaign Medal
- Philippine Campaign Medal
- China Campaign Medal
- Mexican Service Medal

1932. július 19-én a hadügyminiszter jóváhagyta egy új kitüntetés elkészítését, amely a Megemlítési csillagot volt hivatott lecserélni. Akik több Silver Start is kaptak, azok ezt tölgyfalevelekkel jelezhették. A második világháború során az ezüst Megemlítési csillag egy rövid ideig visszatért, ám nem öt bronz szolgálati csillag felváltására használták, hanem hadjárati szolgálat jelölésére.

## Mozgósítás

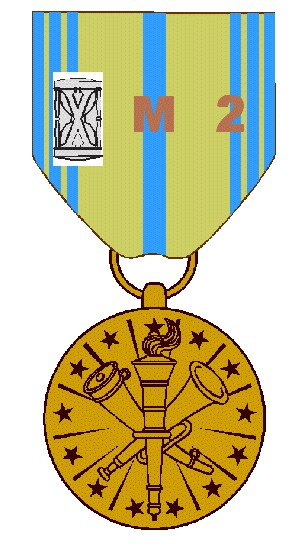
Mozgósítási "M", ezüst homokoóra és 2-es szám az Armed Forced Reserve Medal második odaítélésére

A mozgósítási kisdíszítést a tartalékosokat jutalmazó Armed Forces Reserve Medalra helyezhetik el azok, akiket tartalékos vagy nemzetőrségi állományból aktív állományba helyeztek át. A mozgósítási díszítést 1996-ban Bill Clinton elnök hagytá jóvá, és ez az 1990-ben létrehozott mozgósítási érmét bővíti.
A mozgósítási díszítést eredetileg az alábbi hadműveletekhez engedélyezték:
- Sivatagi Pajzs hadművelet és Sivatagi Vihar hadművelet (Öbölháború)
- Operation Restore Hope (Szomáliai polgárháború)
- Operation Uphold Democracy (Haiti)
- Operation Joint Endeavor (Bosznia-Hercegovina)
- Operation Allied Force (Koszovó)
- Operation Noble Eagle (Belbiztonsági védelem / USA)
- Operation Enduring Freedom (lásd még Global War on Terrorism Expeditionary Medal)
- Operation Iraqi Freedom (Irak)

Hadműveletenként csak egy mozgósítási kisdíszítés használható. A díszítés az érme szalagjának közepére kerül. Amennyiben az érme viselője jogosult homokórára, úgy az a mozgósítási kisdíszítéstől jobbra kap helyet. Ha a mozgósítási érmét kétszer vagy többször ítélték oda, akkor a megfelelő arab szám balra tűzhető ki.

## Nyílhegy
A Nyílhegy kisdíszítést az amerikai hadsereg használja egyes szolgálati kitüntetéseknél. Azok kapják, akik részt vettek egy partraszállásban, harci ejtőernyős bevetésben, helikopteres vagy vitorlázógépes harci deszantban. A nyílhegy kisdíszítés kitüntetésenként csak egyszer szerepelhet. 2004-ben az alábbi kitüntetésekhez engedélyezték a nyílhegy használatát:
- Asiatic-Pacific Campaign Medal
- European-African-Middle Eastern Campaign Medal
- Korean Service Medal
- Vietnam Service Medal
- Armed Forces Expeditionary Medal
- Global War on Terrorism Expeditionary Medal
- Afghanistan Campaign Medal
- Iraq Campaign Medal

A legtöbb esetben a nyílhegyet egy hadjárati csillag kíséri, amelyből kiderül, hogy a bevetést melyik hadjárat során hajtották végre.

## Operatív egység
Az operatív egység kisdíszítést a parti őrség kitüntetésénél használják. Az ezüst „O” kisdíszítést olyan egységek kapják, amelyek messzemenően és az elvárásoknál jobban teljesítették feladatukat. Ilyen feladat lehet egy nyílt tengeri bevetés, harci őrjárat vagy csempészés elleni őrjárat. A kisdíszítést az alábbi kitüntetéseknél használják, kitüntetésenként legfeljebb egyszer:
- Coast Guard Unit Commendation
- Meritorious Unit Commendation
- Coast Guard Commendation Medal
- Coast Guard Achievement Medal
- Commandant's Letter of Commendation Ribbon

## Számozás
Egyetlen kivétellel az amerikai hadsereg az egyetlen fegyvernem, amelyik arab számokkal jelzi, hogy egy adott kitüntetést hányszor ítéltek meg. A számozást az alábbi kitüntetéseken használják:
- Air Medal
- NCO Professional Development Ribbon
- Army Overseas Service Ribbon
- Army Reserve Components Overseas Training Ribbon

Ezen kívül még az Armed Forces Reserve Medal használ számozást. Ezt a kitüntetést az összes fegyvernem odaítélheti.

## Szolgálati csillag
A szolgálati csillag, más nevén még harci csillag, hadjárat csillag vagy bevetés csillag, egy olyan kisdíszítés, amelyet egy hadjáratban való ismételt részvételért, illetve egy kitüntetés többszörös odaítélésénél tűznek ki. A szolgálati csillagokat főleg hadjárati kitüntetésekhez, szolgálati kitüntetésekhez, szalagsávokhoz és egyes katonai kitűzőkhöz használják. A szolgálati csillag nem azonos a díjcsillaggal, amelyet bátorsági illetve harci kitüntetések többszörös odaítélésénél használják.
Az amerikai haderőben bronz, ezüst és arany szolgálati csillagokat használnak. Egy ezüst csillag öt bronz csillagnak felel meg.
- Hadjárat csillag: Egy azonos hadjáratban elvégzett hat bevetéssorozatért tehát egy ezüst és egy bronz csillag jár. Egyes kitüntetésekhez legalább egy hadjárat csillag jár - ilyen például a Southwest Asia Service Medal, amelyet tehát csillag nélkül nem is lehet hordani.
- Szolgálat csillag: Három Sea Service Ribbon odaítélése után a kitüntetés szalagsávon két bronz csillag található. Szolgálati csillagot általában csak a második kitüntetés után tűznek ki.

Az amerikai hadsereg szolgálati csillagok helyett gyakran használ tölgyfaleveleket az ismételt kitüntetések jelzésére. Az arany csillagot, a haditengerészethez, a tengerészgyalogsághoz és a parti őrséghez hasonlóan, az Army Sea Duty Ribbon tizedik, és egyben utolsó, odaítélésénél használják.
A bronz és az ezüst szolgálati csillagokat nem célszerű összetéveszteni a Bronze Star és a Silver Star kitüntetésekkel. Az előbbiek kitüntetések többszöri odaítélését jelző kisdíszítések, míg az utóbbiak kitüntetések.

## Tengerészgyalogsági Flotta Haderő harci jelzése
A Tengerészgyalogsági Flotta Haderő harci jelzését többféle hadjárati érméhez és haditengerészeti szolgálati szalagsorhoz hordhatja az a haditengerész, aki a részt vett a tengerészgyalogság irányítása alatti Tengerészgyalogsági Flotta Haderő (Fleet Marine Force) egyik harci bevetésén. Ez a harci jelzés egy egyszeri díszítés, egynél többet az egyenruha kitüntetésein vagy szalagsorain nem lehet hordani. A Fleet Marine Force Ribbon viselőin túl az alábbi hadjárat érmék viselői lehetnek jogosultak e harci jelzés kitűzésére:
- American Campaign Medal
- European-African-Middle Eastern Campaign Medal
- Asiatic-Pacific Campaign Medal
- Korean Service Medal
- Armed Forces Expeditionary Medal
- Vietnam Service Medal
- Southwest Asia Service Medal
- Kosovo Campaign Medal
- Global War on Terrorism Expeditionary Medal
- Afghanistan Campaign Medal
- Iraq Campaign Medal

## Tölgyfalevél
A tölgyfalevél az egyik legelterjedtebb kisdíszítés. Egy kitüntetés második illetve többszöri odaítélésekor a kitüntetett nem egy új medált kap, hanem a letező kitüntetésre tűznek egy tölgyfalevelet. A bronz tölgyfalévél egy kitüntetéssel egyenértékű, az ezüst pedig öttel. Egy rövid ideig a gyakran kiosztott Air Medal esetében szóba került az arany tölgyfalevél használata, ám végül nem vezették be.

## „V” bátorsági kisdíszítés

A „V” (Valor) bátorsági kisdíszítést egyes kitüntetések mellé adják. Feltétele, hogy a kitüntetett közvetlen harci cselekményben vegyen részt az ellenséges erők ellen, vagy pedig hősiesen nyújtson közvetlen támogatást az ellenséges erők elleni harcban. A kisdíszítésre a kitüntetettet feljebbvalója terjeszti fel, nem jár magától. Egy kitüntetésre legfeljebb egy „V” bátorsági kisdíszítés tűzhető. Ezt a hősiességet jelző kisdíszítést nem adják olyan kitüntetéshez, amelyet magát is hősiességért ítélnek oda - ilyen például a Medal of Honor vagy a Silver Star.

## Wake-sziget

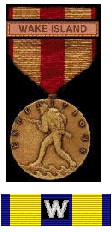
Wake-sziget kisdíszítés

A Wake-sziget kisdíszítés a Navy és a Marine Corps Expeditionary Medal tartozéka. Kaphatja minden tengerész vagy tengerészgyalogos, aki az amerikaiak második világháborúba lépését követő hetekben, 1941. december 7. és december 22. között szolgált a Wake-szigeten, és megkapta a fenti két kitüntetés egyikét.

## Wintered Over

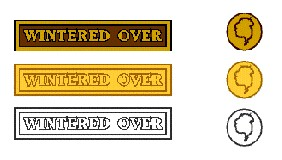
Wintered Over áttelelést jelző kisdíszítés az Antarctica Service Medalon

A Wintered Over kisdíszítést az Antarctica Service Medal mellé kapják azok, akik télen az Antarktiszon szolgáltak. A szalagsávon a kör alakú kisdíszítés látható, a teljes érmen pedig a „Wintered Over” szöveges kapocs. Egy alkalmi szolgálatért bronzfokozat, kettőért ezüsfokozat, háromért és efelett pedig aranyfokozat jár.